# Olena Chartjenko
Olena Chartjenko (ukrainska: Олена Харченко), född 25 november 1995 i  Ukraina, är en azerisk volleybollspelare (center).
Ruban är född i Ukraina och representerade landet både på juniornivå, men har representerat Azerbajdzjan på seniornivå. Hon fick (liksom Jelyzaveta Ruban) azeriskt medborgarskap 2014. Hon har spelat för klubbar i Ukraina, Azerbajdzjan, Frankrike, Ungern och Turkiet. Hon har även använt efternamnet Hasanova.